# إدارة سالتو
إدارة سالتو (بالإسبانية: Departamento de Salto)(تلفظ بالإسبانية: ‎/ˈsalto/‏) هي واحدة من إدارات الأوروغواي. تبلغ مساحتها 14,163 كـم2 (5,468 ميل2) وعدد سكانها 124,878 نسمة. عاصمتها هي مدينة سالتو. تحدها إدارة أرتيغاس من الشمال، وإدارة بايساندو من الجنوب، وإداراتي ريفيرا وتاكواريمبو من الشرق، ويجري نهر الأوروغواي في غربها ويشكل حدودها مع الأرجنتين.

## التاريخ
ظهرت ست إدارات مع التقسيم الأول للجمهورية في 27 يناير 1816 ثم شُكلت إدارتين أخرتين في وقت لاحق من ذلك العام. كانت إدارة بايساندو آنذاك تشمل جميع الأراضي الواقعة شمال نهر ريو نيغرو أي إدارات سالتو وأرتيغاس وريفيرا وتاكوارمبو وريو نيغرو الحالية. فصلت إدارتي هي سالتو وتاكوارمبو في 17 يونيو 1837 عن إدارة بايساندو.
كانت إدارة سالتو وقتها تشمل إدارة أرتيغاس الحالية التي فصلت عنها بموجب القانون 1757 في 1 أكتوبر 1884 بعدما فصلت عن إدارة سالتو؛ كانت فيلا دي سان أوجينيو عاصمتها ثم نقلت في عام 1915 إلى أرتيغاس.

## جغرافيا

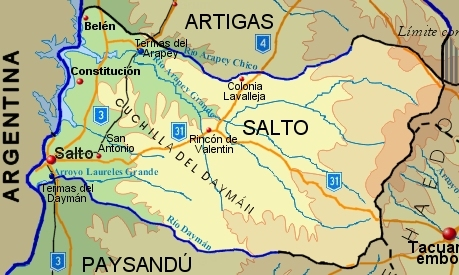
خريطة طبوغرافية لإدارة سالتو

تقع الإدارة في شمال أوروغواي، تبلغ مساحتها 14,913 كيلومترًا مربعًا. يمر بها نهر الأوروغواي الذي يشكل الحدود الطبيعية مع الأرجنتين. كما يعبرها نهر ريو أرابي غراندي. أراضيها مستوية بشكل عام، وتوجد بها بعض التلال الصغيرة المتفرقة.
المناخ حارًا ورطبًا جدًا في الصيف، وتتراوح درجات الحرارة بين 25 و30 درجة مئوية في شهري أكتوبر ونوفمبر. ويبلغ متوسط هطول الأمطار السنوي 1100 ملم، تجتاح فيضانات أنهار أرابي ودايمان وأوروغواي الإدارة في موسم الأمطار.

## السكان
| الجماعات العرقية في سالتو (تقدير 2011) | الجماعات العرقية في سالتو (تقدير 2011) | الجماعات العرقية في سالتو (تقدير 2011) | الجماعات العرقية في سالتو (تقدير 2011) | الجماعات العرقية في سالتو (تقدير 2011) |
| -------------------------------------- | -------------------------------------- | -------------------------------------- | -------------------------------------- | -------------------------------------- |
| الجماعة العرقية                        | الجماعة العرقية                        |                                        | النسبة                                 | النسبة                                 |
| White                                  | White                                  |                                        | 85.1%                                  | 85.1%                                  |
| أوروغوايانيون ذو أصول أفريقية ‏         | أوروغوايانيون ذو أصول أفريقية ‏         |                                        | 9.5%                                   | 9.5%                                   |
| Indigenous                             | Indigenous                             |                                        | 6.1%                                   | 6.1%                                   |
| Asian                                  | Asian                                  |                                        | 0.7%                                   | 0.7%                                   |
| بدون/آخرى/غير محدد                     | بدون/آخرى/غير محدد                     |                                        | 4.5%                                   | 4.5%                                   |

بلغ عدد سكان إدارة سالتو 124,878 (61,071 ذكر و63,807 أنثى) و42,486 أسرة في تعداد 2011.
البيانات الديموغرافية لإدارة سالتو في عام 2010:
- معدل النمو السكاني: 0.552٪
- معدل المواليد: 17.32 مولود / 1000 شخص
- معدل الوفيات: 8.26 حالة وفاة / 1000 شخص
- متوسط العمر: 29.0 (27.6 ذكور و 30.3 إناث)
- متوسط العمر المتوقع على الولادة:
  - مجموع السكان: 75.03 سنة
  - الذكور: 72.07 سنة
  - الإناث: 78.20 سنة
- متوسط دخل الأسرة: 23.390 بيزو / شهر
- دخل الفرد في الحضر: 8409 بيزو / شهر

### المراكز الحضرية الرئيسية
عدد السكان حسب تعداد 2011.
| المدن                              | عدد السكان    |
| ---------------------------------- | ------------- |
| سالتو                              | 104,028       |
| كونستيتسيون                        | 2,762         |
| بيلين                              | 1,926         |
| بويبلو لافاليجا (ميغليارو+لوفيراس) | 956 (733+223) |
| سان أنطونيو                        | 877           |

## الحكومة

بلديات إدارة سالتو.

تذكر المادة 262 من دستور الجمهورية تتولى المجالس الإدارية إدارة شؤون الإدارات باستثناء خدمة الأمن العام. تقع مقرات هذه المجالس في عواصم الإدارات، وتباشر أعمالها بعد مرور ستين يومًا على انتخابها. كما تنص المادة على أنه يجوز للعمدة تفويض السلطات المحلية بموافقة المجلس الإداري لأداء بعض المهام ضمن المناطق الإقليمية التابعة لكل منها.

### البلديات
أنشئت 6 بلديات في إدارة سالتو بموجب القانون رقم 18653 الصادر في 15 مارس 2010.
- فيلا كونستيتسيون
- بيلين
- رينكون دي فالنتين
- كولونيا لافاليجا
- سان أنطونيو
- ماتاوجو

## النقل

### النقل البري
يوجد في مقاطعة سالتو 4٪ من إجمالي شبكة الطرق في أوروغواي، وهي الأخيرة بين إدارات الأوروغواي حسب كثافة الطرق. فيما يتعلق بجودة الطرق، فقرابة 55٪ من طرقها متوسطة الجودة (معالجة بالبيتومين) و35٪ عالية الجودة (مغطاة بالأسفلت) و10٪ ذات جودة منخفضة (طرق غير معبدة).
مدينة سالتو بوابة برية دولية لنقل البضائع، فيمر فيها ما نسبته 11٪ من إجمالي حركة البضائع الدولية في أوروغواي (بالطن)، وفقًا لبيانات وزارة النقل والأشغال العامة لعام 2007.

### النقل الجوي
يوجد في الإدارة مطار نويفا هيسبيريديس الدولي الواقع جنوب عاصمة المقاطعة، ويستوعب الطائرات بسعة تصل إلى 100 راكب. تعمل في المطار شركة BQB التي تقدم رحلات منتظمة إلى وجهات مونتيفيديو وأسونسيون وفوز دو إيغواسو وبوينس آيرس.

### النقل النهري
الميناء الوحيد بالإدارة هو ميناء سالتو العاصمة، على طول كورنيش الواجهة البحرية وبالقرب من شمال مصب جدول سيبال. حركة الشحن قليلة في الميناء لكنه يوفر عبارة تعبر نهر أوروغواي باتجاه مدينة كونكورديا في الأرجنتين.

## أعلام
- رفاييل أدييجو برونو، رئيس الأوروغواي بالوكالة في عام 1985، ولد في سالتو.
- إدينسون كافاني، لاعب كرة قدم يلعب لصالح نادي باريس سان جيرمان، ولد في سالتو.
- لويس سواريز، لاعب كرة قدم، ولد في سالتو